# Brown Brigade

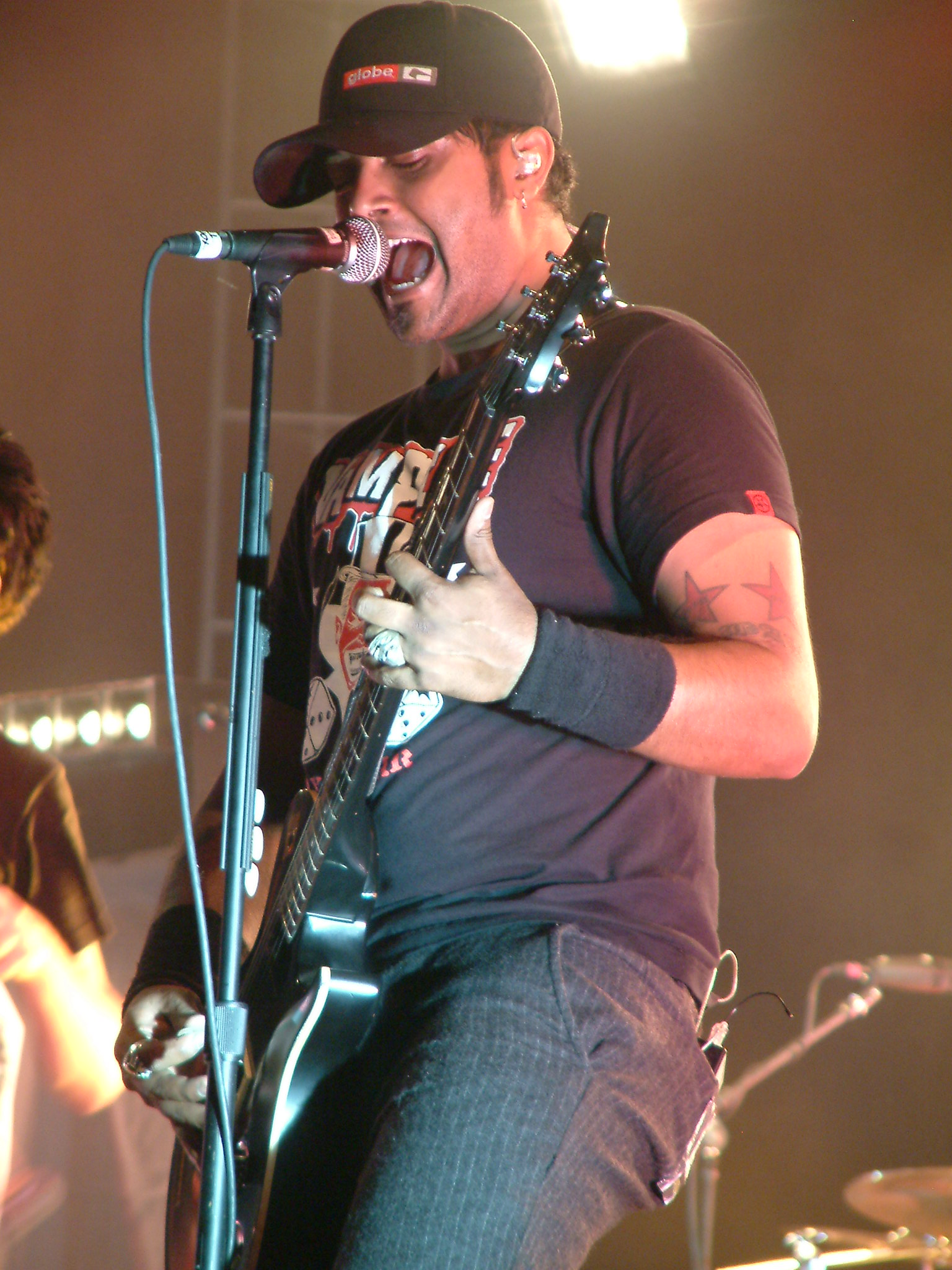
Оттава, 2003

Brown Brigade регі хеві-метал група, створена колишнім гітаристом Sum 41 Дейвом «Brownsound» Бекшом, який покинув Sum 41 в травні 2006. Зараз учасниками групи є: Дейв «Brownsound» Baksh, (вокал, гітара), Вон Лал (бас-гітара, бек-вокал), Джонні Оуенс (ударні), Чак Коулз (гітара), і Сесс Рок (жива перкусія).
У 2015 році, Baksh повернувся до гурту Sum 41, зруйнувавши надію на подальшу діяльність гурту у майбутньому.

## Склад гурту

### Теперішній склад гурту
- Дейв «Brownsound» Бекш — гітара, перкусія (2003—дотепер), ведучий вокал (2006–2008)
- Вон Лал — бас-гітара, бек-вокал (2003—дотепер)
- Джонні «No-Triggers» Оуенс — ударні, перкусія (2003—дотепер)
- Чак Коулз — ведуча та ритмічна гутара (2007—дотепер)
- Сесс Рок — вокал, жива перкусія (2004—дотепер)

### Колишні учасники
- Craig Pattison — ведуча гітара (2003–2007)
- Travis Sanders — ведучий вокал (2006)

## Дискографія
| Дата релізу    | Назва                          | Лейбл            |
| -------------- | ------------------------------ | ---------------- |
| листопад 2006  | Appetizer for Destruction (EP) | Aquarius Records |
| 14 серпня 2007 | Into the Mouth of Badd(d)ness  | Aquarius Records |